# Vire
Vire este un oraș din Franța, sub-prefectură a departamentului Calvados, în regiunea Normandia de Jos. Este înfrățit cu municipiul Săcele din județul Brașov.